# Kiddie League
Kiddie League ou Aliança Mirim foi o 96º episódio e o 32º da temporada de 1959 da série Woody Woodpecker.

## Enredo
O time de beisebol dos Pássaros, liderado pelo Pica-Pau, chega à decisão do campeonato e enfrenta os Mascadores. O pássaro utiliza várias artimanhas para vencer os rivais, enquanto Chester, o principal jogador dos Mascadores, tenta impedir a qualquer custo, inclusive atirando contra o Pica-Pau.
No final, quando Chester não consegue pegar a bola, o Inspetor Willoughby, que trabalha como árbitro do jogo, considerou o lance como uma "infração", e inicia-se uma briga entre as torcidas. 

## Curiosidades
Kiddie League foi o segundo (e último) episódio em que o Inspetor Willoughby participou na série, tendo aparecido anteriormente em Tomcat Combat, também de 1959.